# Rewrite
Rewrite (リライト, Riraito) je treći singl japanskog rock sastava Asian Kung-Fu Generation s njihovog drugog studijskog albuma Sol-fa. Singl je objavljen 4. kolovoza 2004. Tekst je napisao pjevač Masafumi Goto. 
Singl je dobro prihvaćen od strane publike, te se nalazio na 4. mjestu Oriconove ljestvice, a sa 150,000 prodanih primjeraka, bio je 63. najprodavaniji singl godine. Izabran za uvodnu pjesmu anime Fullmetal Alchemist,  a 2007. je osvojio nagradu za najbolju anima pjesmu na American Anime Awardsu. Za singl je snimljen i spot u kojem članovi benda sviraju ispred ogromnih zvučnika. 

## Popis pjesama
1. Rewrite (リライト, Riraito)
2. Yūgure no Aka (夕暮れの紅, "Yūgure no Aka"')

## Produkcija
- Masafumi Goto - vokal, gitara
- Kensuke Kita - gitara, prateći vokal
- Takahiro Yamada – bas, prateći vokal
- Kiyoshi Ijichi – bubnjevi
- Asian Kung-Fu Generation – producent

## Ljestvica
| Godina | Ljestvica | Najviša pozicija |
| ------ | --------- | ---------------- |
| 2004.  | Oricon    | 4                |